# 安平陵
安平陵是中国东晋第六任皇帝晋哀帝司马丕的陵墓。
晋成帝在兴宁三年（365年）二月廿二驾崩。三月廿九，葬于安平陵。晋哀帝与哀靖王皇后共葬。安平陵在今江苏省南京市东北，鸡笼山南麓。鸡鸣寺附近。鸡笼山附近晋陵有晋元帝建平陵、晋明帝武平陵、晋成帝兴平陵、晋穆帝永平陵、晋哀帝安平陵。《元和郡县志》卷25上元县：晋哀帝安平陵“在县北六里鸡笼山”。现在具体位置不详，有待发掘。